# Selce (okres Banská Bystrica)
Selce jsou obec na Slovensku v okrese Banská Bystrica. Leží na rozhraní Zvolenské kotliny a Starohorských vrchů, pět kilometrů severovýchodně od krajského města. Žije zde přibližně 2 100 obyvatel. První písemná zmínka o obci pochází z roku 1222.

## Pamětihodnosti
V obci se nachází opevněný gotický kostel svatého Cyrila a Metoděje ze začátku 14. století.

## Osobnosti
- Andrej Očenáš (1911–1995), slovenský hudební skladatel a pedagog